# Lukáš Kalvach
Lukáš Kalvach (Olomouc, 19 luglio 1995) è un calciatore ceco, centrocampista del Viktoria Plzeň e della nazionale ceca.

## Carriera

### Club
Cresciuto nel Sigma Olomouc, club della sua città natale, il 16 maggio 2019 passa al Viktoria Plzeň, con cui firma un triennale.

### Nazionale
Ha esordito con la nazionale ceca il 14 ottobre 2019, nell'amichevole persa per 2-3 contro l'Irlanda del Nord.

## Statistiche

### Presenze e reti nei club
Statistiche aggiornate al 26 dicembre 2019.
| Stagione             | Squadra              | Campionato           | Campionato | Campionato | Coppe nazionali | Coppe nazionali | Coppe nazionali | Coppe europee | Coppe europee | Coppe europee | Altre coppe | Altre coppe | Altre coppe | Totale | Totale |
| Stagione             | Squadra              | Comp                 | Pres       | Reti       | Comp            | Pres            | Reti            | Comp          | Pres          | Reti          | Comp        | Pres        | Reti        | Pres   | Reti   |
| -------------------- | -------------------- | -------------------- | ---------- | ---------- | --------------- | --------------- | --------------- | ------------- | ------------- | ------------- | ----------- | ----------- | ----------- | ------ | ------ |
| 2015-2016            | Sigma Olomouc B      | 2L                   | 26         | 2          | -               | -               | -               | -             | -             | -             | -           | -           | -           | 26     | 2      |
| 2016-2017            | Táborsko             | 2L                   | 23         | 0          | MC              | 3               | 0               | -             | -             | -             | -           | -           | -           | 26     | 0      |
| 2017-2018            | Sigma Olomouc        | 1L                   | 29         | 0          | MC              | 1               | 1               | -             | -             | -             | -           | -           | -           | 30     | 1      |
| 2018-2019            | Sigma Olomouc        | 1L                   | 29+1       | 2          | MC              | 3               | 0               | UEL           | 4             | 0             | -           | -           | -           | 37     | 2      |
| Totale Sigma Olomouc | Totale Sigma Olomouc | Totale Sigma Olomouc | 58+1       | 2          |                 | 4               | 1               |               | 4             | 0             |             | -           | -           | 67     | 3      |
| 2019-2020            | Viktoria Plzeň       | 1L                   | 18         | 3          | MC              | 1               | 0               | UCL+UEL       | 2+2           | 0             | -           | -           | -           | 23     | 1      |
| Totale carriera      | Totale carriera      | Totale carriera      | 125+1      | 7          |                 | 8               | 1               |               | 8             | 0             |             | -           | -           | 142    | 8      |

### Cronologia presenze e reti in nazionale
| Cronologia completa delle presenze e delle reti in nazionale ― Rep. Ceca | Cronologia completa delle presenze e delle reti in nazionale ― Rep. Ceca | Cronologia completa delle presenze e delle reti in nazionale ― Rep. Ceca | Cronologia completa delle presenze e delle reti in nazionale ― Rep. Ceca | Cronologia completa delle presenze e delle reti in nazionale ― Rep. Ceca | Cronologia completa delle presenze e delle reti in nazionale ― Rep. Ceca | Cronologia completa delle presenze e delle reti in nazionale ― Rep. Ceca | Cronologia completa delle presenze e delle reti in nazionale ― Rep. Ceca |
| Data                                                                     | Città                                                                    | In casa                                                                  | Risultato                                                                | Ospiti                                                                   | Competizione                                                             | Reti                                                                     | Note                                                                     |
| ------------------------------------------------------------------------ | ------------------------------------------------------------------------ | ------------------------------------------------------------------------ | ------------------------------------------------------------------------ | ------------------------------------------------------------------------ | ------------------------------------------------------------------------ | ------------------------------------------------------------------------ | ------------------------------------------------------------------------ |
| 14-10-2019                                                               | Praga                                                                    | Rep. Ceca                                                                | 2 – 3                                                                    | Irlanda del Nord                                                         | Amichevole                                                               | -                                                                        | 45’                                                                      |
| 2-6-2022                                                                 | Praga                                                                    | Rep. Ceca                                                                | 2 – 1                                                                    | Svizzera                                                                 | UEFA Nations League 2022-2023 - 1º turno                                 | -                                                                        | 84’                                                                      |
| 12-6-2022                                                                | Malaga                                                                   | Spagna                                                                   | 2 – 0                                                                    | Rep. Ceca                                                                | UEFA Nations League 2022-2023 - 1º turno                                 | -                                                                        | 78’                                                                      |
| 27-9-2022                                                                | San Gallo                                                                | Svizzera                                                                 | 2 – 1                                                                    | Rep. Ceca                                                                | UEFA Nations League 2022-2023 - 1º turno                                 | -                                                                        | 64’                                                                      |
| 7-9-2024                                                                 | Tbilisi                                                                  | Georgia                                                                  | 4 – 1                                                                    | Rep. Ceca                                                                | UEFA Nations League 2024-2025 - 1º turno                                 | 1                                                                        | 46’                                                                      |
| Totale                                                                   |                                                                          | Presenze                                                                 | 5                                                                        |                                                                          | Reti                                                                     | 1                                                                        |                                                                          |